# Ictimai Televiziya
Ictimai Televiziya (İTV, azerbajdzjanska: İctimai Televiziya [itʃtimɑˈi teleˈvizijɑ]) är ett TV-bolag från Azerbajdzjan. Efter bolagets grundande år 2004 började kanalen att sända TV den 29 augusti 2005. Huvudkontoret ligger i Baku.
İTV blev medlem i Europeiska radio- och TV-unionen (EBU) den 5 juli 2007, vilket möjliggör TV-bolagets medverkan i musiktävlingen Eurovision Song Contest. År 2008 skickade Azerbajdzjan sitt första bidrag till tävlingen. İTV är ett av få sändande TV-bolag i Eurovision som inte är statligt ägt. Azerbajdzjans statliga TV-kanal, Azeri TeleVision, försökte också att gå med i EBU, men nekades på grund av sin relation till regeringen.
İTV skulle stå värd för den tredje upplagan av Eurovision Dance Contest 2009. EBU sköt senare upp tävlingen på obestämd tid på grund av deltagarbrist.
Efter att Azerbajdzjan på det fjärde försöket vann Eurovision Song Contest 2011 stod İTV värd för Eurovision Song Contest 2012 i Baku. TV-bolaget har även tävlat vid några tillfällen i Junior Eurovision Song Contest.